# Nochówko
Nochówko – wieś w Polsce położona w województwie wielkopolskim, w powiecie śremskim, w gminie Śrem.
W latach 1975–1998 miejscowość administracyjnie należała do województwa poznańskiego.
Wieś położona 2 km na południe od Śremu przy drodze powiatowej nr 4073 z Nochowa do Dolska przez Mełpin. Z Nochówka prowadzi droga powiatowa nr 4075 przez Pełczyn do Międzychodu. 
Do świątków przydrożnych należy figura Matki Boskiej Niepokalanie Poczętej z 1949 oraz figura Krzyża Świętego.